# Марк Корнелий Малугинский (консул)
Марк Корнелий Малугинский (лат. Marcus Cornelius Maluginensis; V век до н. э.) — римский политический деятель из патрицианского рода Корнелиев, консул 436 года до н. э.
Коллегой Марка Корнелия по консульству был Луций Папирий Красс. Главными событиями 436 года до н. э., по данным Тита Ливия, стали набег римлян на земли вейян и фалисков, чума и тяжба, затеянная народным трибуном Спурием Мелием. Последний (вероятно, родственник Спурия Мелия, убитого по приказу диктатора Луция Квинкция Цинцинната тремя годами раньше) попытался оспорить законность казни, но потерпел неудачу.